# Santa Leocádia de Geraz do Lima
Santa Leocádia de Geraz do Lima is een plaats (freguesia) in de Portugese gemeente Viana do Castelo en telt 1058 inwoners (2001).

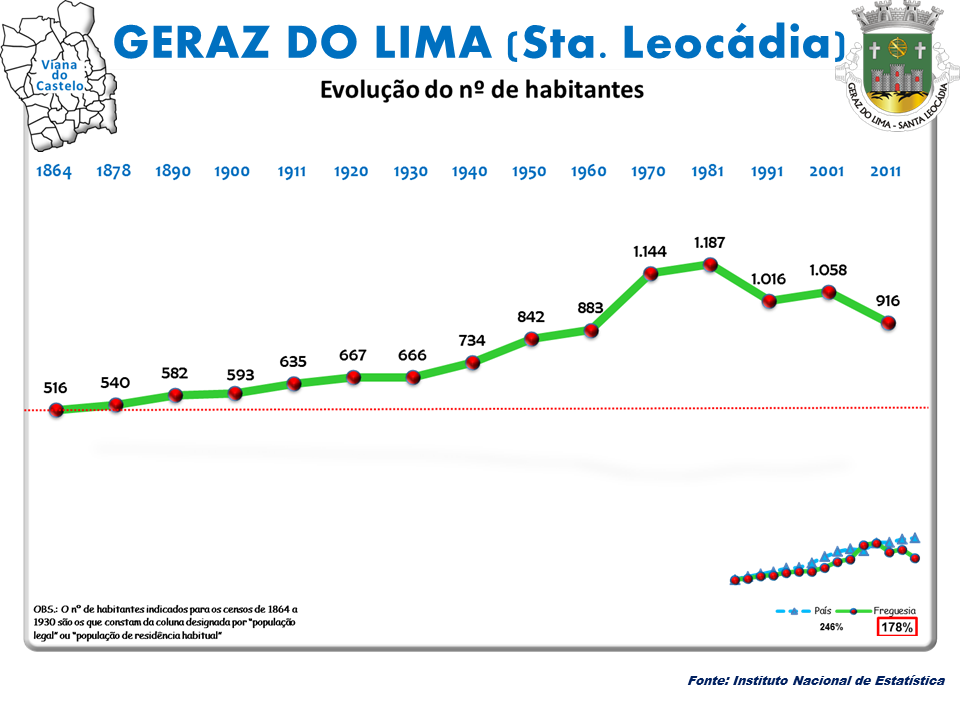
Bevolkingsontwikkeling tussen 1864 en 2011